# توماس بيلي دورسي
توماس بيلي دورسي هو محامي وقاضي وسياسي أمريكي، ولد في 1780 في آن أروندل كاونتي في الولايات المتحدة، وتوفي في 1855. نشط حزبياً في الحزب الجمهوري. وقد انتخب عضو مجلس النواب لولاية ماريلند ‏.